# The Passing of the Third Floor Back (film fra 1918)
The Passing of the Third Floor Back er en britisk stumfilm fra 1918 af Herbert Brenon.

## Medvirkende
- Johnston Forbes-Robertson
- Molly Pearson - Stasia
- Ekaterina Galanta
- Augusta Haviland
- George Le Guere - Christopher Penny